# 骨咄葉護
骨咄葉護（呉音：こちとちようこ、漢音：こつとつようこ、拼音：Gŭduō yèhù、? - 742年）は、東突厥第二可汗国期の可汗。姓は阿史那氏、名は不明。骨咄葉護（クトゥ・ヤブグ）というのは称号・官職名である。

## 生涯
開元22年（734年）、毘伽可汗（ビルゲ・カガン）が大臣の梅録啜（ブイルク・チュル）に毒殺されたので、国人は毘伽可汗の子を立てて伊然可汗（イネル・カガン）とした。しかし、その7年後に骨咄葉護は伊然可汗を殺し、代わりにその弟である登利可汗を立てたが、登利可汗もまた左殺（判闕特勤）によって殺されてしまう。そこで骨咄葉護は自ら立って可汗となる。
天宝（742年 - 756年）の初め、東突厥内の大勢力である回紇（ウイグル）・葛邏禄（カルルク）・抜悉蜜（バシュミル）の3部族は一斉蜂起して骨咄葉護を攻め殺し、抜悉蜜の族長を推して頡跌伊施可汗（イルティリシュ・カガン）とした。